# Трисаги
Трисаги – В православието, кратка траурна молитва (опело), извършена от свещеника преди да бъде изведен починалият от дома му.